# Vaux-sur-Seulles
Vaux-sur-Seulles é uma comuna francesa na região administrativa da Normandia, no departamento Calvados. Estende-se por uma área de 6,51 km². Em 2010 a comuna tinha 318 habitantes (densidade: 48,8 hab./km²).